# Качалов, Николай Николаевич (старший)
Никола́й Никола́евич Кача́лов (1852—1909) — российский почетный инженер-электрик (1899), педагог, профессор,  директор Электротехнического института (1895-1905) , государственный деятель, Архангельский губернатор в 1905—1907 годах. Действительный статский советник.

## Биография
В 1869 окончил Морской кадетский корпус, затем в 1876 — курс Морской Николаевской академии и Минный офицерский класс (в 1879).
Участник русско-турецкой войны (1877—1878).
В 1886—1895 — инспектор Технического училища почтово-телеграфного ведомства Российской империи.
И. о. директора Электротехнического института (1895—1898). В 1895—1905 годах был директором ЭТИ императора Александра III.
Председатель особой строительной комиссии по сооружению зданий Электротехнического института. Н. Н. Качалов построил основной корпус Электротехнического института на Аптекарском острове, получив на это 1,6 млн рублей напрямую от императорской семьи. Его предшественником на этом посту был Н. Г. Писаревский, сменил Качалова — Александр Попов.
Будучи Архангельским губернатором во время первой революции, являлся противником силовых мер против демонстрантов и бастующих. Прямо запрещал полицейским арестовывать агитаторов, разрешил проведение нескольких митингов общей численностью 8-9 тысяч человек. Выступал посредником в шестидневных переговорах заводовладельцев и представителей рабочих, по форме идентичных согласительным комиссиям Н. В. Шидловского — однако, в отличие от последнего, сумел предотвратить массовую забастовку. Ценой небольших уступок (сокращение рабочего дня на 1 час и повышение зарплат на 10 %) были предотвращены столкновения митингующих с полицией и регулярными войсками; опыт успешной забастовки предотвратил политизацию и радикализацию рабочего движения в губернии и с 1907 года отмечалось не более 1-2 забастовки в год. Единственными беспорядками, для подавления которых Качалову пришлось задействовать войска, стало выступление Шенкурского отделения крестьянского союза с требованием конфискации государственных, удельных, церковных и частных земель, бесплатной раздачи их трудовому населению, а так же ликвидации судов и тюрем. Несмотря на участие армии, операция обошлась без открытых столкновений: крестьяне сами приносили повинные и обязательства впредь подчиняться распоряжениям властей. Единственными жертвами стали 19 коров, 10 баранов, 2 свиньи и 33 курицы, пошедшие на пропитание расквартированных войск.
Николай скончался в Массандре где гостил у своего брата Владимира, камергера, управляющего царскими имениями в Крыму. Похоронен на Массандровском кладбище. 

## Семья
Отец — Н. А. Качалов, тайный советник, автор книги воспоминаний «Записки тайного советника». Сын — Н. Н. Качалов, выдающийся учёный, профессор, член-корреспондент АН СССР.